# Prad am Stilfserjoch

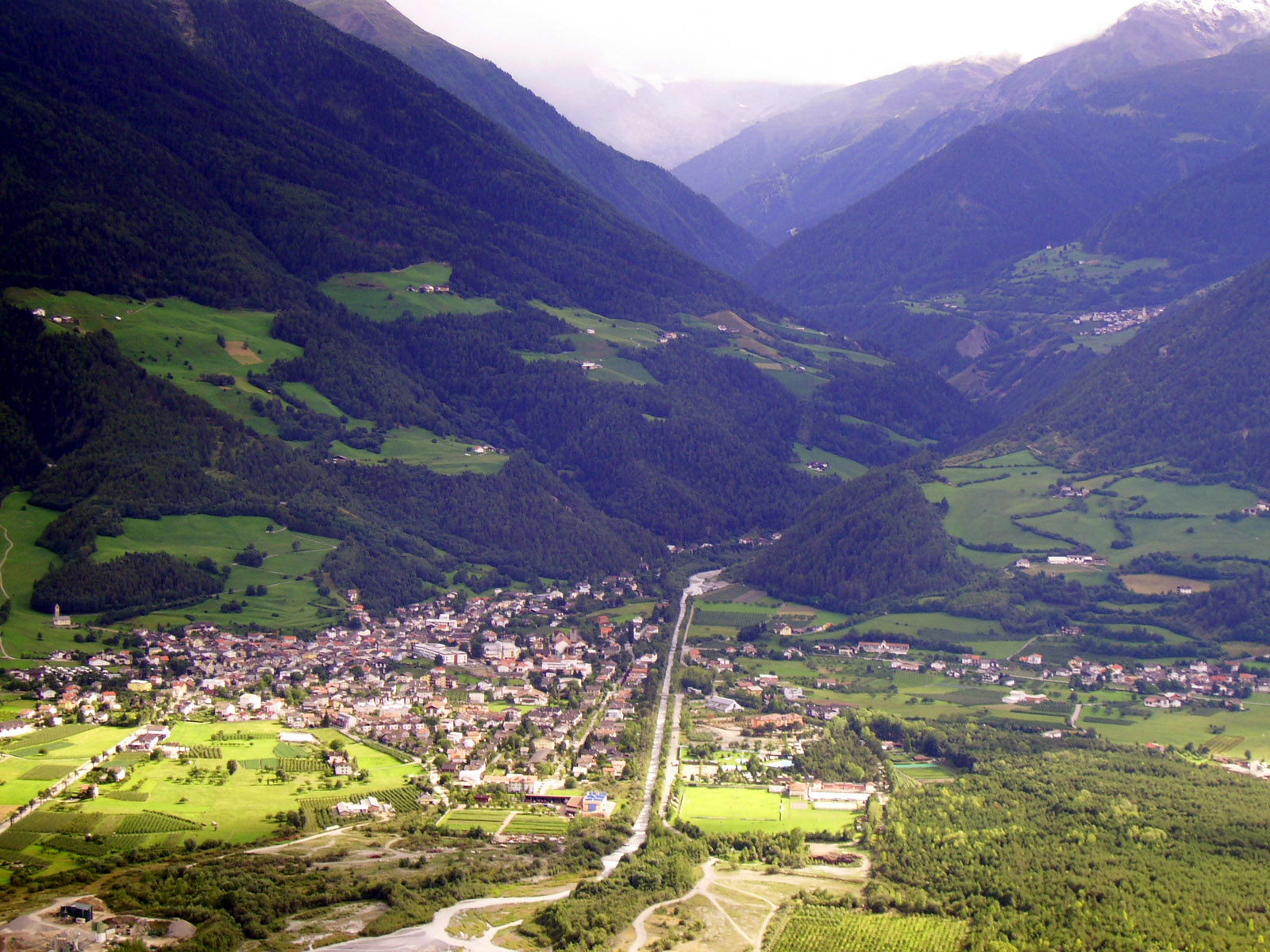
Prad am Stilfser Joch

Prad am Stilfserjoch (Italiaans: Prato allo Stelvio) is een gemeente in de Italiaanse provincie Zuid-Tirol (regio Trentino-Zuid-Tirol) en telt 3241 inwoners (31-12-2004). De oppervlakte bedraagt 51,4 km², de bevolkingsdichtheid is 63 inwoners per km².

## Geografie
De gemeente ligt op ongeveer 915 m boven zeeniveau.
Prad am Stilfserjoch grenst aan de volgende gemeenten: Glurns, Laas, Schluderns, Stilfs, Taufers im Münstertal.

### Dorpen
De volgende dorpen maken deel uit van de gemeente:
- Agums (Agumes) (misschien frazione)
- Lichtenberg (Montechiaro) (frazione) - 400 inwoners
- Prad (Prato) (frazione) - 2 892 inwoners
- Spondinig (Spondigna)